# Nederlands Genootschap van Hoofdredacteuren
Het Nederlands Genootschap van Hoofdredacteuren is een overlegorgaan van (adjunct)hoofdredacteuren van Nederlandse kranten, tijdschriften, persbureaus, radio- en televisieprogramma's en websites. Oud-voorzitter Marcel Gelauff, hoofdredacteur van de NOS, werd in 2022 opgevolgd door Corine de Vries. Zij is hoofdredacteur bij het Noordhollands Dagblad, een van de titels van Mediahuis Nederland, en de eerste vrouwelijke voorzitter van het genootschap.

## Geschiedenis
Het genootschap werd opgericht in 1959. Aanvankelijk waren alleen hoofdredacteuren van Nederlandse dagbladen lid. In de jaren zestig is het lidmaatschap ook opengesteld voor adjunct-hoofdredacteuren, nog steeds alleen van dagbladen. Daarna trad ook een enkele hoofdredacteur van opiniebladen toe. De echte doorbraak kwam in 1999, toen de ledenvergadering op voorstel van het bestuur het besluit nam dat ook de (adjunct)hoofdredacteuren van journalistieke radio- en televisieprogramma's lid konden worden. Van die mogelijkheid heeft inmiddels een groot aantal rtv-collega's gebruikgemaakt. Daarna mochten ook (adjunct)hoofdredacteuren van tijdschriften lid worden.

## Voorzitters
- 1960 – 1965: Simon Koster (Haarlems Dagblad)
- 1965 – 1966: Evert Diemer (De Rotterdammer, Nieuwe Haagsche Courant, Nieuwe Leidsche Courant en Dordtsch Dagblad)
- 1966 – 1970: Alexander Stempels (Nieuwe Rotterdamse Courant)
- 1970 – 1977: H.A.M. Hoefnagels (Haagsche Courant)
- 1977 – 1980: Max Snijders (Utrechts Nieuwsblad)
- 1980 – 1984: Gommert de Kok (Haagsche Courant)
- 1984 – 1989: Ron Abram (Algemeen Dagblad)
- 1989 – 1990: F.C. Wijnands (De Limburger)
- 1990 – 1992: Harry Lockefeer, interim (de Volkskrant)
- 1992 – 1997: Jan Greven (Trouw)
- 1997 – 1998: Rimmer Mulder (Leeuwarder Courant)
- 1998 – 2006: Pieter Broertjes (de Volkskrant)
- 2006 – 2010: Arendo Joustra (Elsevier)
- 2010 – 2014: Pieter Sijpersma (Dagblad van het Noorden)
- 2014 – heden: Marcel Gelauff (NOS Nieuws)
- 2022 - heden Corine de Vries (Noordhollands Dagblad)

## Leden
Het genootschap telde 105 leden en op dit moment 95 leden.

## Ereleden
- 1965: Simon Koster
- 2009: Rimmer Mulder
- 2009: Pieter Broertjes
- 2009: Tony van der Meulen

## Aangesloten media
Het aantal aangesloten media is kleiner dan het aantal leden, omdat sommige media meerdere leden hebben.

### Dagbladen
- Dagblad de Limburger/Limburgs Dagblad
- Nederlands Dagblad
- Brabants Dagblad
- Het Parool
- Dagblad van het Noorden
- Financieele Dagblad
- Algemeen Dagblad
- De Gelderlander
- de Volkskrant
- Sp!ts
- Mediahuis Nederland
- Twentsche Courant/Tubantia
- Media Groep Limburg
- De Stentor
- Centrale Redactie Wegener
- Provinciale Zeeuwse Courant
- SDU Uitgevers
- Nederlandse Staatscourant
- AD Nieuwsmedia
- Leeuwarder Courant
- AD/Utrechts Nieuwsblad
- Cobouw
- Reformatorisch Dagblad
- Trouw
- Agrarisch Dagblad
- Algemeen Dagblad
- AD/Haagsche Courant
- De Telegraaf
- AD/Rotterdams Dagblad
- Eindhovens Dagblad

### Radio en televisie
- RTV Noord-Holland
- Radio Nederland Wereldomroep
- NOS
- RTV Oost
- BNR Nieuws Radio
- L1 Radio en TV
- RTL Nederland
- Omroep Zeeland
- RTV Rijnmond
- NOVA
- RTV Utrecht
- Omroep Gelderland
- SBS
- MTNL
- VPRO Radio
- Omrop Fryslân
- NPS
- Netwerk
- Omroep West

### Persbureaus
- Novum
- ANP

### Tijdschriften
- Revu
- Vrij Nederland
- Boerderij
- Intermediair
- Elsevier
- De Journalist
- Media Facts
- Binnenlands Bestuur

### Websites
- Z24
- NOS
- NU.nl